# Chehab

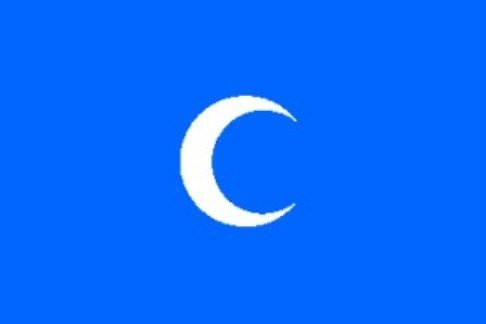
Bandera del Emirato de Chehab.

La familia Chehab (árabe: شهاب) es una importante familia noble libanesa.  Originalmente eran los príncipes tradicionales de Wadi-al Taym y su linaje origina en la antigua tribu Quraysh de La Meca.  Descienden de la dinastía Maan por la línea materna y asumen el poder en  el siglo XVIII, al finalizar la dinastía de los Maan.

## Historia

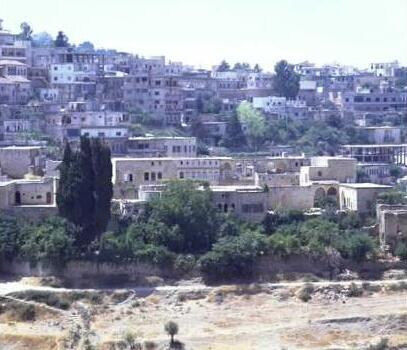
Ciudadela Chehab en Hasbaya.

Los Chehab heredan la dinastía de los Maan en el 1697. Originalmente provenían de la región del Hauran en el suroeste de Siria y más tarde se establecieron en Wadi al Taim, al sur del Líbano.
El Príncipe Bashir Shihab II “el Grande” fue el emir de la montaña, el más famoso de la dinastía, emulando a su predecesor, Fakhr-a-Din II. Su habilidad como hombre de estado fue probada por primera vez en el 1799, cuando Napoleón trata de conquistar Acre, 40 kilómetros al sur de Tiro, ciudad fortificada y costera. Tanto Napoleón como Al Jazzar, gobernador de Acre, le pidieron asistencia a los príncipes Chehab; pero Bachir II permaneció neutral, declinando ayudar ni a uno ni al otro. La decisión fue sabia pues Napoleón, al no poder conquistar a Acre sin la ayuda de Bachir II, se retiró a Egipto y Al Jazzar murió en el 1804, eliminando a su principal oponente en la región.
Bachir II decide romper con el Imperio Otomano y se alía con Mehmet Alí, el fundador del Egipto moderno y ayuda al hijo de este, Ibrahim bajá, a finalmente conquistar Acre.  Esta guerra duro siete meses hasta que finalmente Acre se rindió, el 27 de mayo de 1832. El ejército egipcio, con la ayuda de las fuerzas de Bashir II, también atacó y conquistó Damasco el 14 de junio de 1832.
En el 1840, las principales potencias europeas: Inglaterra, Austria, Prusia y Rusia se oponen a la influencia pro-Egipto de Francia y el 15 de julio de 1840 firman el Tratado de Londres con la Sublime Puerta (el  gobierno otomano). De acuerdo a los términos del tratado, a Muhammad Ali se le pide salir de Siria.  Al rechazar esta solicitud, los Otomanos y las tropas británicas desembarcaron en la costa libanesa el 10 de septiembre de 1840.  Frente a esta fuerza combinada, Muhammed Ali se retiró y el 14 de octubre de 1840, Bachir II se rindió ante los británicos y se fue al exilio. Bashir Chehab III, su sobrino, es nombrado sucesor.

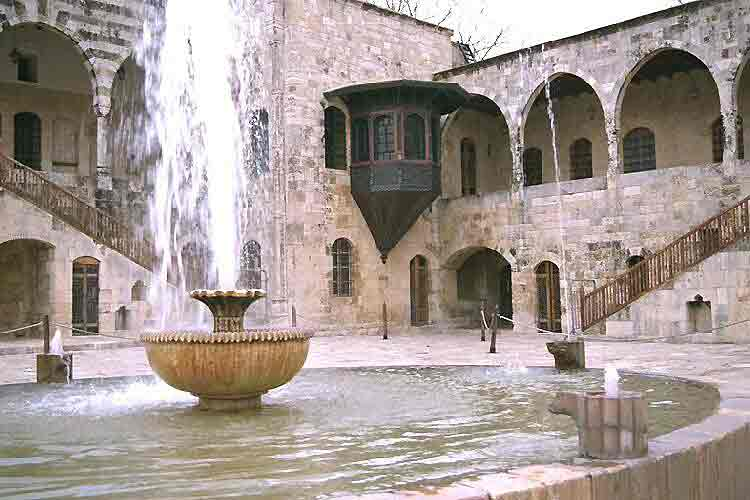
Palacio de Beit ed-Dine.

Hoy en día, la familia Chehab permanece como una de las familias más prominentes del Líbano, y un miembro de la familia fue elegido el tercer presidente libanés, después de la independencia. El Presidente Fuad Chehab (1958-1964) era miembro de esta noble familia, al igual que el ex primer ministro Khaled Chehab.  Los Chehab llevan el título de emires o príncipes. Un grupo de ellos es musulmán sunita y otro grupo es cristiano maronita, pero todos descienden de la misma raíz familiar. La “Citadel” o Ciudadela del siglo XI (once) localizada en Hasbaya en el sur del Líbano, sigue siendo propiedad privada de los Chehab, muchos de ellos aún viven en ella.
| Nombre     | Duración del reinado |
| ---------- | -------------------- |
| Bachir I   | 1697-1707            |
| Haydar     | 1707-1732            |
| Melhem     | 1732-1754            |
| Mansour    | 1754-1770            |
| Youssef    | 1770-1788            |
| Bachir II  | 1788-1840            |
| Bachir III | 1840-1842            |